# Gunilla von Düben
Gunilla Antoinetta von Düben, född 17 februari 1862 i Brännkyrka socken, död 4 maj 1923 i Matteus församling, var en svensk lärare, översättare och författare.
von Düben var dotter till civilingenjören friherre August von Düben och friherrinnan Adamina von Vegesack samt sondotter och dotterdotter till Anders Gustaf von Düben respektive Johan Fredrik Ernst von Vegesack. Hon utexaminerades från högre lärarinneseminariets fjärde avdelning år 1896.
von Düben översatte under början av 1900-talet ett antal böcker från tyska till svenska. Därtill skrev hon Hon, som aldrig gjorde någon ledsen år 1904 och Drömmen om Point Loma år 1916, hon var även verksam som medförfattare till veckotidningen Idun. 
von Düben omnämns i Verner von Heidenstams dikt Barndomsvännerna i poesiverket Dikter. Däri omnämns hon i dålig dager efter att hon "ådragit sig Heidenstams synnerliga ovilja och räknades till de förtalande." Förutom Heidenstam ska hon även ha ingått kamratskap med bland andra Ellen Key och Anne Charlotte Leffler.

## Översättningar
- 1911 – Ernst von Feuchtersleben: Till själens dietetik (Bonnier)